# グリンチのクリスマス
『グリンチのクリスマス』（原題：How The Grinch Stole Christmasǃ）とは、アメリカのテレビスペシャル。1966年12月18日にCBSにて放映された。日本で、1970年12月15日にNHK教育で英語会話 中級の番組内で『黒いサンタ』というタイトルで放送されたことがある。2001年にはカートゥーン ネットワークで新録版が放送された。

## あらすじ
いじわるなグリンチが嫌いな日々、それはクリスマス！彼はクリスマスの日に皆のプレゼントを盗もうと決意する。

## キャラクター
グリンチ　(Grinch)
声：ボリス・カーロフ/吹き替え：國弘正雄 (NHK版）、山寺宏一　(カートゥーンネットワーク版)
クリスマスが大嫌いな主人公。
マックス　（Max)
声：ダラス・マッケノン
グリンチの犬パートナー
シンディー・ルー　(Cindy Lou)
声：ジューン・フォーレイ/吹き替え：小暮英麻　(カートゥーンネットワーク版)
ナレーター
声：ボリス・カーロフ/吹き替え：山寺宏一　(カートゥーンネットワーク版)